# Centaurea atlantis
Centaurea atlantis — вид квіткових рослин айстрових (Asteraceae). Ендемік Марокко.
Зразки рослини зібрано на вапнякових схилах на висотах 2000–2600 метрів.

## Морфологічна характеристика
Папус 1.8–2.4 мм.